# Phlaeoba infumata
Phlaeoba infumata är en insektsart som beskrevs av Brunner von Wattenwyl 1893. Phlaeoba infumata ingår i släktet Phlaeoba och familjen gräshoppor. Inga underarter finns listade i Catalogue of Life.